# Albert Ferrer
Albert Ferrer Llopis (Barcelona, 1970. június 6. –) spanyol válogatott labdarúgó, edző.

## Pályafutása

### Klubcsapatokban
1988–1990 között a Barcelona B-csapatában szerepelt. 1990–1998 között az FC Barcelona labdarúgója volt és 1990-ben kölcsönben szerepelt a CD Tenerife csapatában. 1998–2003 között az angol Chelsea együttesében fejezte be az aktív játékot.

### A spanyol válogatottban
1991–92-ben hat alkalommal szerepelt a spanyol U23-as válogatottban, mellyel az 1992-es barcelonai olimpián aranyérmes lett. 1991–1999 között 36 alkalommal játszott a spanyol válogatottban. Részt vett az 1994-es és az 1998-as világbajnokságon.

### Edzőként
2010–11-ben a holland SBV Vitesse, 2014-ben a Córdoba CF, 2015-ben az RCD Mallorca vezetőedzőjeként tevékenykedett.

## Sikerei, díjai
Spanyolország
- Olimpiai játékok
  - aranyérmes: 1992, Barcelona

 FC Barcelona
- Spanyol bajnokság (La Liga)
  - bajnok (5): 1990–91, 1991–92, 1992–93, 1993–94, 1997–98
- Spanyol kupa (Copa del Rey)
  - győztes (2): 1997, 1998
- Spanyol szuperkupa (Supercopa de España)
  - győztes (4): 1991, 1992, 1994, 1996
- Bajnokcsapatok Európa-kupája (BEK)
  - győztes: 1991–92
- Kupagyőztesek Európa-kupája
  - győztes: 1996–97
- UEFA-szuperkupa
  - győztes (2): 1992-es UEFA-szuperkupa, 1997

 Chelsea FC
- Angol kupa (FA Cup)
  - győztes: 2000
- Angol szuperkupa (FA Community Shield)
  - győztes: 2000
- UEFA-szuperkupa
  - győztes: 1998